# النساء في بوتان

## المشاركة الاقتصادية

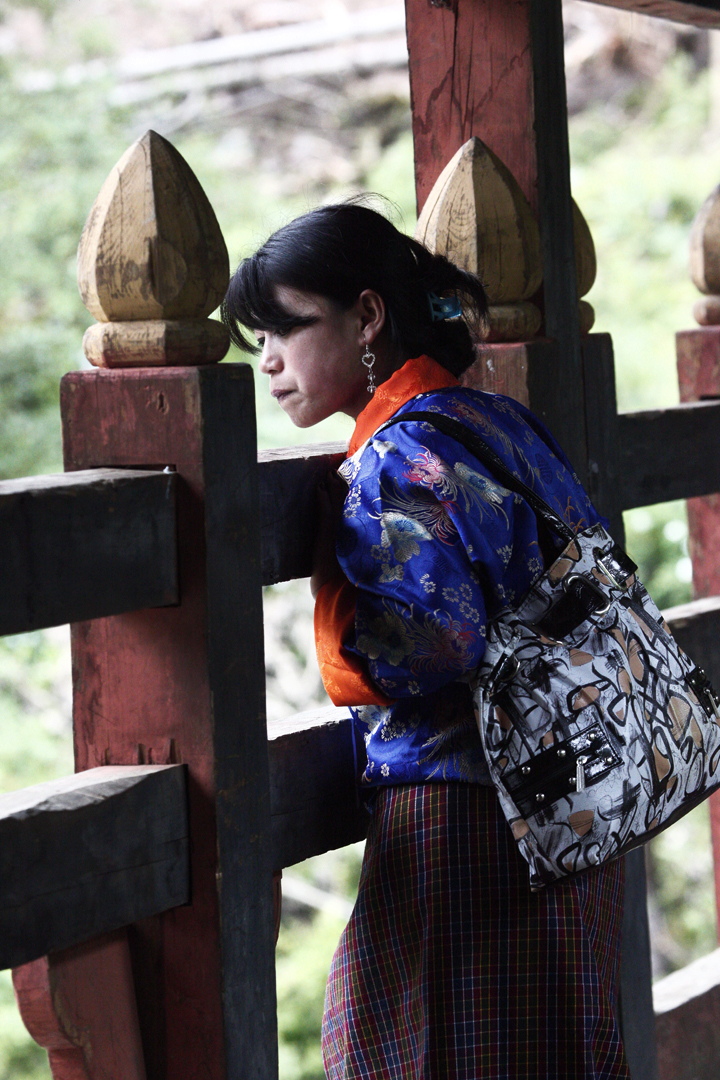

أدت التنمية الاقتصادية إلى زيادة فرص المرأة في المشاركة في مجالات مثل الطب، سواء كأطباء أو ممرضات؛ تعليم؛ والإدارة. بحلول عام 1989، كان ما يقرب من 10 في المائة من موظفي الحكومة من النساء، وكانت أعلى خريجة امتحانات الخدمة المدنية في عام 1989 امرأة. خلال حياتهن المهنية في الحكومة، سُمح للموظفات بإجازة أمومة مدتها ثلاثة أشهر بأجر كامل لثلاث ولادات وإجازة بدون أجر مقابل أي ولادة إضافية.
مما يعكس هيمنة الذكور في المجتمع، فاق عدد الفتيات ثلاثة إلى اثنتين في المدارس الابتدائية والثانوية. مع ظهور العديد من المنظمات المؤيدة للمرأة بما في ذلك منظمات المجتمع المدني ومبو وما إلى ذلك، يُنظر إلى النساء على أنهن يساهمن في سبل عيش الأسر الفردية. على سبيل المثال، تحاول صباح - بوتان تمكين المرأة من الكسب من خلال الحياكة وتجهيز الأغذية وغيرها من الأنشطة الاقتصادية، مما يجعل المرأة تشارك في كسب الأسرة (الأسرة).

## المشاركة السياسية
بين عامي 2008 و 2011، ظل تجنيد تشوكبس، أو أعضاء مجلس الحكم المحلي والاحتفاظ بهم، مشكلة خطيرة. تتراوح العوائق بين قلة الاهتمام ونقص الحوافز الاقتصادية وصعوبة الامتثال والحصول على الاعتماد بموجب قوانين الانتخابات الحالية. ترك اختبار محو الأمية الوظيفي والمهارات العديد من الدوائر الانتخابية دون حد أدنى من مرشحين اثنين، مما أدى إلى تأخير طويل في انتخابات الحكومة المحلية لعام 2011، والتي كان من المقرر إجراؤها في الأصل عام 2008.
تركت الجولة الأولى من اختبار معرفة القراءة والكتابة الوظيفي والمهارات العديد من جيوجس بدون ممثلين، على الرغم من أن نتائج الجولة الثانية أظهرت معدل نجاح يزيد عن 90٪. على الرغم من أن النساء المنتخبات لمناصب ظلت قليلة نسبيًا (14٪ قبل الانتخابات المحلية وفقًا لمفوضية الأمم المتحدة لشؤون اللاجئين)، فإن أكثر من نصف الناخبين في انتخابات الحكومة المحلية الأولية كانوا من النساء. في التصويت المبدئي على المستوى المحلي في عام 2011، كان إقبال الناخبين حوالي 50٪. وقد أثار هذا السؤال حول ما إذا كانت المرأة ستستفيد من نظام الحصص في الخدمة العامة، مما يبرز الحاجة إلى تشجيع المزيد من المشاركة النسائية في الانتخابات والسياسية.

## تاريخ
لعبت النساء في الثمانينيات دورًا مهمًا في قوة العمل الزراعي، حيث فاق عددهن عدد الرجال، الذين كانوا يغادرون إلى قطاع الخدمات والأنشطة الصناعية والتجارية الأخرى في المناطق الحضرية. في منتصف الثمانينيات من القرن الماضي، كان 95 في المائة من جميع النساء البوتانيات اللائي تتراوح أعمارهن بين 15 و 64 عامًا يشتغلن في العمل الزراعي، مقارنة بـ 78 في المائة فقط من الرجال في نفس الفئة العمرية. لاحظ المراقبون الأجانب أن المرأة تتقاسم بالتساوي مع الرجل في العمل الزراعي. بشكل عام، كانت النساء يقدمن عمالة أكثر من الرجال في جميع قطاعات الاقتصاد. أقل من 4 في المائة من إجمالي قوة العمل النسائية كانت عاطلة عن العمل، مقارنة بنحو 10 في المائة من الرجال الذين ليس لديهم مهنة.
أسست الحكومة الجمعية الوطنية للمرأة في بوتان (التي ساعدت «الدعوة ديم» في إنشائها) في عام 1981 بهدف تحسين الوضع الاجتماعي والاقتصادي للمرأة، لا سيما في المناطق الريفية. أعلنت الجمعية، في جلستها الافتتاحية، أنها لن تضغط من أجل المساواة في الحقوق للمرأة لأن النساء في بوتان قد أصبحن بالفعل «يتمتعن بوضع متساوٍ مع الرجال سياسياً واقتصادياً واجتماعياً». لإبراز أهمية الجمعية، تم تعيين شقيقة دروك جيالبو، آشي سونام تشودن وانغتشوك، رئيسة لها. ابتداءً من عام 1985، أصبحت الجمعية عنصرًا متسلسلًا في ميزانية الحكومة وتم تمويلها بمبلغ 2.4 مليون في السنة المالية 1992. وقد نظمت الجمعية مسابقات تجميل سنوية تضم الفنون والثقافة التقليدية، وعززت التدريب في مجال الصحة والنظافة، وتوزيع الخيوط والغزل. بذور الخضروات، وإدخال المواقد الخالية من الدخان في القرى.

### الزواج التقليدي والحياة الأسرية
الممارسة التقليدية، الزيجات المدبرة القائمة على الروابط الأسرية والعرقية، قد تم استبدالها في أواخر القرن العشرين بالزيجات القائمة على المودة المتبادلة. عادة ما يتم ترتيب الزيجات من قبل الشركاء في بوتان المعاصرة، وكان الحد الأدنى للسن ستة عشر عامًا للنساء وواحد وعشرين عامًا للرجال. تراجعت مؤسسة زواج الأطفال، التي كانت منتشرة نسبيًا في يوم من الأيام، إلى حد كبير مع تحديث بوتان، ولم يكن هناك سوى بقايا لهذه الممارسة في أواخر القرن العشرين.
تم تشجيع الزيجات بين الأعراق، التي كانت محظورة في السابق، في أواخر الثمانينيات من القرن الماضي من خلال حافز قدره 10000 نوبل من الراتب الحكومي للأزواج الراغبين. وقد أُوقف المرتب في عام 1991. وتم تثبيط زيجات المواطنين البوتانيين من الأجانب. لم يُسمح للبوتانيين الذين لديهم أزواج أجانب بالحصول على مناصب في الخدمة المدنية وكان من الممكن إلغاء منحهم الدراسية الحكومية ومطالبتهم بسداد الأجزاء التي حصلوا عليها بالفعل. لا يحق للأزواج الأجانب الحصول على الجنسية عن طريق الحق ولكن يتعين عليهم التقدم بطلب للحصول على الجنسية.
تعدد الأزواج نادر ويمكن العثور عليه على سبيل المثال بين بروكباس ميراك ساكتن. ومع ذلك، تُمنح المرأة المتزوجة بالعرف من عدة أزواج شهادة زواج واحدة فقط وفقًا للقانون. تم تقييد تعدد الزوجات في بوتان في منتصف القرن العشرين. خلال التسعينيات، كان القانون لا يزال يسمح للرجل بما يصل إلى ثلاث زوجات، بشرط حصوله على إذن الزوجة الأولى. تتمتع الزوجة الأولى أيضًا بسلطة رفع دعوى للطلاق والنفقة إذا لم توافق. في الثمانينيات، كان الطلاق شائعًا، وقدمت القوانين الأحدث مزايا أفضل للنساء الساعيات إلى النفقة.
كان من المرجح أن توفر الحياة الأسرية، سواء تقليديًا أو حتى نهاية القرن العشرين، قدرًا لا بأس به من الاكتفاء الذاتي. العائلات، على سبيل المثال، غالبًا ما تصنع ملابسها، وأغطية الأسرة، وأغطية الأرضيات والمقاعد، ومفارش المائدة، والعناصر الزخرفية للاستخدام اليومي والديني. كان الصوف هو المادة الأساسية، ولكن الحرير المحلي والقطن المستورد استخدموا أيضًا في نسج القماش الملون، والذي غالبًا ما يتميز بتصميمات هندسية ونباتية وحيوانية متقنة. على الرغم من أن النسج كان يتم عادة من قبل النساء من جميع الأعمار باستخدام أنوال مملوكة للعائلة، إلا أن الرهبان قاموا أحيانًا بأعمال التطريز والتطريز. في القرن العشرين، كان النسيج على الأرجح سمة سائدة في الحياة اليومية كما كانت في وقت توحيد بوتان في القرن السابع عشر.
اختلفت حيازات الأراضي اعتمادًا على ثروة وحجم العائلات الفردية، لكن معظم العائلات كانت تمتلك أكبر مساحة ممكنة من الأراضي التي يمكن زراعتها باستخدام التقنيات التقليدية. كان العنصر الأساسي في الحياة الأسرية هو توافر العمالة. وهكذا، تم تحديد اختيار منزل المتزوجين حديثًا من خلال الوحدة الأبوية التي لديها حاجة أكبر إلى العمل الإضافي. إذا كان لدى كلتا العائلتين ما يكفي من العمالة، فقد يختار العروس والعريس إقامة منزل خاص بهما.